# Seleção Salvadorenha de Voleibol Masculino
A seleção salvadorenha de voleibol masculino é uma equipe caribenha composta pelos melhores jogadores de voleibol de El Salvador. A equipe é mantida pela Federação Salvadorenha de Voleibol. Encontra-se na 99ª posição do ranking mundial da Federação Internacional de Voleibol segundo dados de 14 de agosto de 2021.
Nunca participou de uma edição de Jogos Olímpicos ou Campeonato Mundial, ainda não estreou no Campeonato da NORCECA, mas, disputou os Jogos Pan-Americanos em 1975 tendo o sétimo lugar e a medalha de bronze nos Jogos Centro-Americanos e do Caribe de 1930